# Friedrich Kurtz
Friedrich Kurtz (* 12. Februar 1915 in Pirmasens; † 12. März 1993 in Annweiler) war ein Oberleutnant der Wehrmacht, der sich am 18. September 1943 einem Befehl widersetzte, für jeden erschossenen Soldaten zehn zivile Geiseln in der süditalienischen Hafenstadt Trani zu erschießen. Er gab ein Beispiel dafür, dass Zivilcourage und Befehlsverweigerung im Zweiten Weltkrieg möglich war. Sein militärischer Ungehorsam wurde unter dem Titel Das Wunder von Trani verfilmt.

## Lebenslauf
Über die frühe Jugend von Friedrich Kurtz ist wenig bekannt. Er erlernte vor dem Zweiten Weltkrieg den Beruf eines Maschinenschlossers in einer Schuhfabrik in Pirmasens. Kurtz war in der Hitlerjugend und stieg zum Jugendführer auf. 1936 wurde er in Landau zum Militär eingezogen. Er schlug die Offizierslaufbahn ein und meldete sich 1940 freiwillig zum Dienst in einer Fallschirmjägereinheit. Nach dem Kriegsende kam er schwer verletzt in ein Lazarett in Heidelberg, wo er seine spätere Frau kennenlernte. Mit ihr hatte er drei Kinder und lebte bis 1963 in Neckargemünd. Später ließ er sich in Annweiler nieder, wo er als Verkaufsleiter in einer Schuhfabrik arbeitete.

## Befehlsverweigerung
Am 8. September 1943 wurde der Waffenstillstand zwischen den Kriegsgegnern Italien und den Alliierten verkündet und die deutschen Truppen begannen mit der Entwaffnung der italienischen Armee.
Zwei Tage vor dem 18. September 1943 wurden vor Trani fünf deutsche Soldaten vermutlich von britischen oder kanadischen Soldaten und nicht durch die italienische Resistenza erschossen. Die Wehrmachtsoldaten waren mit einem Fahrzeug nach Trani gefahren und in einen Hinterhalt am Friedhof von Trani geraten. Oberleutnant Friedrich Kurtz hatte den Befehl erhalten, für jeden getöteten Wehrmachtsoldaten zehn männliche Einwohner zu erschießen. Die 1. Fallschirmjäger-Division trieb, am 18. September vierundfünfzig und nicht wie meist veröffentlicht, fünfzig männliche Zivilisten auf dem Marktplatz zusammen, der heute Piazza della Repubblica genannt wird. Das mit Maschinengewehren bewaffnete Erschießungskommando stand bereit. Unter den Geiseln befand sich die einzige Deutsch sprechende Geisel, der Bildhauer Antonio Bassi, der der Parteisekretär der Partito Nazionale Fascista von Trani war. In der Stadt entstand ein Klima der Angst, denn am 12. September waren dreizehn Personen, darunter elf Polizisten, in der benachbarten Stadt Barletta von der Wehrmacht erschossen worden. Immer mehr Bürger der Stadt versammelten sich auf dem Marktplatz. In dieser Situation wandten sich mehrere Frauen, darunter die Wortführerin Isabella Terrafinom – die Ehefrau der Geisel Giovanni Quatera –, an den Bürgermeister Giuseppe Pappolla und Erzbischof Francesco Petronelli in Trani. Sie verlangten von ihnen auf dem Marktplatz einzuschreiten. Der Bürgermeister und der Erzbischof setzten sich auf dem Marktplatz für das Leben der Geiseln ein, verhandelten mit Kurtz und plädierten für ihre Freilassung. Bassi dolmetschte. Der Bürgermeister und der Erzbischof sollen sich auch vor die Geiseln gestellt haben. Entsprechend einer deutschen Quelle soll der Bürgermeister sein Leben im Austausch für die Geiseln angeboten haben.
Im Laufe des Nachmittags gab Kurtz den Befehl zum Abrücken, ohne die Geiseln zu erschießen. Danach verabschiedete sich der Erzbischof von Kurtz per Handschlag und verließ den Marktplatz, der Bürgermeister blieb dort bis sich die letzte Geisel entfernt hatte. Die genauen Gründe für die Entscheidung von Kurtz sind nicht bekannt. In einer italienischen Quelle wird auch angenommen, dass er die Gesamtlage in der Stadt möglicherweise für nicht mehr militärisch haltbar hielt. Sein Sohn Fritz Kurtz mutmaßt, dass sein Vater als Militär zwar ein „harter Hund“ gewesen sei, aber auch ein „Gerechtigkeitsfanatiker“. Er habe sich wahrscheinlich an eine Erschießung erinnert, die er Jahre zuvor miterlebt habe. In anderen Quellen soll er sich später geweigert haben, eine Erschießung durchzuführen. Friedrich Kurtz war kein Widerstandskämpfer, sondern ein Militär im nationalsozialistischen System, so sein Sohn.
Für die Befehlsverweigerung wurde Friedrich Kurtz zwar nicht bestraft, allerdings nicht weiter befördert. Nach anderen Quellen wurde er anschließend an die Ostfront versetzt.

## Nachwirken
Am 18. Oktober 1943 überreichte der italienische König Viktor Emanuel III. Monsignore Petronelli und dem Bürgermeister Pappolla im Rahmen einer Feierlichkeit die Tapferkeitsmedaille in Silber. Jahrzehntelang war namentlich nicht bekannt, wie der Oberleutnant hieß, der den Befehl zum Abrücken der Wehrmacht gab.
Im Jahr 2005 gab es ein Telefonat aus Italien mit der 90-jährigen Ehefrau von Kurtz. Der Anrufer wollte Friedrich Kurtz zur Einweihung einer Stele auf dem Marktplatz von Trani einladen, die an die Geschehnisse vom 18. September 1943 erinnert. Da Friedrich Kurtz damals nicht mehr lebte, reisten sein Sohn Fritz und sein Enkel zur Einweihung nach Italien.
Auf der Stele sind die Namen der 54 italienischen Geiseln und der Name von Friedrich Kurtz in Stein verewigt.
Der Dokumentarfilm Das Wunder von Trani wurde erstmals am 8. Dezember 2012 in der ARD gezeigt. Durch die Hessische Filmförderung wurde das Filmprojekt im Jahr 2011 mit einem Preis ausgezeichnet und dabei betont, „dass Zivilcourage und Befehlsverweigerung auch während des Zweiten Weltkriegs möglich war“.